# Gens Lucretia
I Lucretii furono in origine una gens romana patrizia di antiche origini etrusche, i cui membri ebbero incarichi nelle magistrature agli inizi della Repubblica romana, nel V secolo a.C. e nel IV secolo a.C. Ebbero come cognomen Tricipitinus (o Triciptinus) Flavus. Più tardi si conoscono anche membri plebei della famiglia, i cui cognomen furono Gallo, Ofella e Vespillone. 
Alcuni membri della gens Lucretia:
- Spurio Lucrezio Tricipitino, consul suffectus nel 509 a.C.;
  - Lucrezia, figlia del precedente, moglie di Lucio Tarquinio Collatino, violentata da Sesto Tarquinio prima di uccidersi;
  - Tito Lucrezio Tricipitino, fratello del precedente, console nel 508 a.C. e nel 504 a.C.;
    - Lucio Lucrezio Tricipitino, figlio del precedente, console nel 462 a.C.;
      - Osto Lucrezio Tricipitino, figlio del precedente, console nel 429 a.C.;
      - Publio Lucrezio Tricipitino, fratello del precedente, tribuno nel 419 a.C. e nel 417 a.C.;
- Lucio Lucrezio Tricipitino Flavo, consul suffectus nel 393 a.C. e tribuno nel 391 a.C., 388 a.C., 383 a.C. e 381 a.C.;
- Spurio Lucrezio, pretore nel 172 a.C.;
- Gaio Lucrezio Gallo, duumviro navale nel 181 a.C. e pretore nel 171 a.C.;
- Gneo Lucrezio Trione, magistrato monetario romano, floruit 136 a.C.;
- Quinto Lucrezio Ofella, generale romano che fu agli ordini di Silla durante la seconda marcia su Roma;
- Lucio Lucrezio Trione, magistrato monetario romano, floruit 75 a.C.;
- Tito Lucrezio Caro, poeta e filosofo romano;
- Quinto Lucrezio Vespillone, comandante della flotta di Pompeo durante la battaglia di Farsalo e console nel 19 a.C.